# مارسيا أنغيل
مارسيا أنغيل (بالإنجليزية: Marcia Angell)‏ هي طبيبة أمريكية، ولدت في 20 أبريل 1939 في نوكسفيل في الولايات المتحدة.